# دير دجلة
دير دجلة قرية سورية تتبع ناحية مركز المالكية في منطقة المالكية التابعة لمحافظة الحسكة. بلغ عدد سكانها 381 نسمة عام 2004.
تقع في أقصى شمال شرق سورية على الضفة الغربية لنهر دجلة إلى الشمال من نقطة الحدود الثلاثية بين العراق وسورية وتركيا. تقع على بعد 16 كم تقريبا إلى الشمال الشرقي من مدينة المالكية.